# Antepipona vagabunda
Antepipona vagabunda är en stekelart som först beskrevs av Dalla Torre 1889.  Antepipona vagabunda ingår i släktet Antepipona och familjen Eumenidae. Inga underarter finns listade i Catalogue of Life.